# 기기도설
《기기도설》(奇器圖說)은 스위스 출신의 예수회(耶穌會) 선교사로 중국 명(明) 왕조 말기 중국에 왔던 요한 테렌츠 슈렉(Johann Terrenz Schreck, 중국명 등옥함鄧玉函)이 명의 사인 왕징(王徵, 1571–1644)의 도움을 얻어 1627년에 당시 서양의 기계 지식에 대해 중국어로 소개한 백과사전이다. 원제는 중국어 번역 당시 제목은 《원서기기도설록최》(遠西奇器圖說錄最)로 약칭 기기도설이라는 제목으로 알려져 있다.
이 책은 서양의 기계공학 지식을 처음으로 중국에 알린 책으로 조선에까지 전해져서 수원화성을 축조하는데 사용된 거중기를 고안하는데 도움을 주었다.

## 개요
저자인 요한 테렌츠 슈렉은 본래 의사로써 갈릴레오 갈릴레이와 같은 린체이 아카데미(Accademia dei Lincei) 회원이기도 했다. 1619년 중국을 방문한 그는 마카오(澳門)에서 2년을 머무른 뒤 항저우(杭州)에서 크리스트교를 전교하기 시작했다. 그리고 천계(天啓) 3년(1623년)에 베이징(北京)으로 와서 1629년 서광계(徐光啟)의 추천으로 관직을 얻게 되었다.
요한 테렌츠 슈렉과 함께 《기기도설》을 펴내고 본서의 삽화를 맡은 왕징 본인은 앞서 만력(萬曆) 44년(1616년) 예수회 선교사 디에고 데 빤또아(Diego de Pantoja, 중국명 龐迪我)와 만나 가톨릭 교리를 받아들이고 세례를 받아 필리푸스(Philippus)라는 세례명으로 신자가 되었고 니콜로 롱고바르도(Nicolò Longobardo, 중국명 용화민龍華民), 요한 테렌츠 슈렉(등옥함), 아담 샬(중국명 탕약망湯若望) 등의 예수회 선교사들에게 가톨릭 교리를 배우고 학문에 정진하였다. 어려서부터 기계 만드는 것에 관심이 많았던 데다 왕징 자신도 이미 수학에 대한 기초 지식이 있어 불과 며칠만에 「도수지학」(度數之學)의 대강을 깨우쳤는데, 이는 그가 《기기도설》을 번역하는데 도움이 많이 되었다.
요한 테렌츠 슈렉이 베이징으로 온 뒤, 두 사람은 한 달 동안 편역에 나서서 천계 7년(1627년) 정월(2월 또는 3월) 《원서기기도설록최》(약칭 기기도설) 3권을 번역해냈는데, 요한 테렌츠 슈렉이 관련 내용을 구술하면 그것을 왕징이 한역하고 그림을 그리는 방식이었다. 책의 제1권과 제2권은 역학(力學)에 대한 이론적 해설과 이를 도해한 기하학적 도면을 담고 있으며 제3권은 역학의 원리를 이용하여 제작한 각종 기계를 그림으로 도해한 기술도가 실려 있는데, 인력과 동물의 힘을 이용한 전통적 기술과 르네상스 이후 발달한 서양의 기술을 동시에 보여 주고 있어 중국 과학 기술 변환의 과도기를 살펴볼 수 있다. 그 해 7월 《기기도설》은 왕징 자신이 1626년에 자신이 고안한 기기를 소개한 《신제제기도설》(新製諸器圖說)과 함께 양저우(揚州)에서 합본 간행되었다.
《기기도설》에는 「동심」(重心, 무게중심), 「공간」(槓桿, 지렛대), 「치륜」(齒輪, 기어) 등 적지 않은 기계공학 관련 명사들이 한역되어 실려 있는데 이들 가운데 일부는 후세에까지 전해져 사용되었다. 서양의 문자와 서양의 부호를 사용해 서양의 역학에 대해 소개한 첫 번째 서적으로써 그 원리를 해석함에 있어 전통적 중국 자연철학의 개념을 사용하였기에 소위 '예수회 과학'의 초기 양상을 드러내고 있다. 삽화 부분에서는 두드러지는 부분은 당시 이탈리아의 기계설계사 아고스티노 라멜리(Agostino Ramelli)나 공학자 비토리오 종카(Vittorio Zonca) 그리고 프랑스의 기계설계사 자크 베송(Jacques Besson)의 작품을 복제한 내용이 실려 있다는 것이다. 비록 중국식의 회화로 각색되어 있기는 하지만 서구 사회에서 쓰이던 기계의 삽화를 비교적 상세하고 정확하게 그려놓았다.

## 같이 보기
- 거중기
- 고금도서집성
- 수원화성
- 정약용